# Fondation Princesse des Asturies
 (décembre 2023).
 (décembre 2023).
La fondation Princesse des Asturies (jusqu'en 2014 fondation Prince des Asturies) (en espagnol : Fundación Princesa de Asturias) est une fondation espagnole créée le 24 septembre 1980. Son but est de promouvoir les acteurs moraux ou physiques les plus notables dans différents domaines scientifiques, culturels et humains, ainsi que de renforcer les liens entre la principauté des Asturies et la Couronne d'Espagne.

## Historique
La fondation Prince des Asturies est constituée à Oviedo (Asturies) le 24 septembre 1980 lors d'un acte présidé par Felipe VI, alors prince des Asturies, accompagné de ses parents, le roi Juan Carlos Ier et la reine Sophie.
La fondation, institution privée sans but lucratif, a pour objectifs primordiaux de consolider les liens existant entre la Principauté et l'héritier de la couronne, le prince des Asturies et contribuer à l'exaltation et la promotion des valeurs scientifiques, culturelles et humanistiques qui relèvent du patrimoine universel. À ces fins, la fondation adopte le titre de l'héritier de la couronne espagnole et crée le prix Prince des Asturies en 1981.
Ce prix est destiné à récompenser le travail scientifique, technique, culturel, social et humanitaire réalisé par des personnes physiques ou morales agissant au niveau international, dans huit catégories : Arts, Sports, Sciences sociales, Communication et Humanités, Concorde, Coopération internationale, Recherche scientifique et technique et Lettres. Les prix sont remis lors d'une série annuelle par le prince ou princesse des Asturies, président d'honneur de l'institution.
En 2014, et après que le prince des Asturies a été couronné roi d'Espagne, Leonor de Borbón y Ortiz prend sa suite comme princesse des Asturies. Il est donc décidé de changer le nom de la fondation Prince des Asturies et du prix en les féminisant respectivement en Fondation Princesse des Asturies et « Prix Princesse des Asturies » (Premios Princesa de Asturias).

## Siège
Le siège est situé à Oviedo, capitale de la communauté autonome et de la province des Asturies (Principauté des Asturies).

## Buts
Le but proclamé est de « contribuer à l’exaltation et à la promotion des valeurs scientifiques, culturelles, et humaines du patrimoine universel, et de renforcer les liens qui unissent la Principauté des Asturies au titre que portent traditionnellement les héritiers de la Couronne d'Espagne. »

## Financement
Les revenus proviennent du financement public, de dons de différentes personnes morales et physiques faisant partie des membres du conseil et des membres protecteurs, ainsi que des revenus générés par la propre fondation.
Au 31 décembre 2014, la fondation a un patrimoine net de 30,4 millions d'euros. Le coût total de son fonctionnement est de 5,28 millions d'euros et 66 % du budget total est consacré au Prix Princesse des Asturies, tandis que les 34 % restants le sont à d'autres activités, telles que le Premio al Pueblo Ejemplar de Asturias, et autres activités de caractère musical ou divers.